# وهاب رياض
وهاب رياض ولد يوم 28 جوان 1985 بمدينة لاهور عاصمة ولاية بنجاب هو سياسي باكستاني ولاعب كريكيت سابق. وقد كان لاعبًا سريعًا في ذراعه اليسرى ورجل المضرب الأيمن. كثيرًا ما كان يلعب بسرعة تبلغ حوالي 90 ميلاً في الساعة (144.8 كم / ساعة) ووصل إلى 96 ميل في الساعة (154 كم/س) . أكسبه أدائه الشامل في كأس العالم للكريكيت 2015 شهرة عالمية. في أغسطس 2018، كان واحدًا من اصل 33 لاعبًا حصلوا على عقد مركزي لموسم 2018–19 من قبل مجلس الكريكيت الباكستاني (PCB).   في سبتمبر 2019، أعلن رياض أنه سيأخذ استراحة من لعبة الكريكيت ذات الكرة الحمراء للتركيز على الأشكال الأقصر للعبة.  في جوان 2020، قال رياض إنه على استعداد للعب الكريكيت مرة أخرى، قبل جولة باكستان في إنجلترا . 